# Бирманис, Лев Семёнович
Лев Семёнович Бирманис (13 августа 1936 — 28 июля 2016, Рига) — советский и латышский актёр, народный артист Латвийской ССР.

## Биография
Лев Бирманис родился 13 августа 1936 года. Мать Азелицкая была родом из Симбирска, в семье говорили на трёх языках: русском, латышском и немецком. Занимался в школьных кружках, в драматической студии во Дворце пионеров, в кукольной студии. Окончил рижскую среднюю школу № 13.
Имел два высших образования: артистическое и филологическое.
С 1960 по 2014 год работал в Латвийском театре кукол в Риге. Участвовал в постановках более 80 спектаклей.
Сотрудничал с Рижским русским театром имени Михаила Чехова. Играл в народном театре Прибалтийского военного округа, в ТЮЗЕ Адольфа Шапиро, в Русской драме, снимался в кино.
Переводил пьесы с латышского на русский, был автором текстов песен. Выступал с эстрадными программами, ставил массовые театрализованные представления, руководил молодёжным кафе «Аллегро». Был принят в Золотой фонд Театра Латвии.
Умер 28 июля 2016 года на 80 году жизни, похоронен на кладбище Райниса.

## Награды и премии
- Народный артист Латвийской ССР.
- Орден Трёх звёзд V степени (2010).
- Лауреат Латвийского агентства по авторским правам (2014)[5].

## Работы в театре

### Латвийский театр кукол
- «Божественная комедия» Исидора Штока — ангел
- 1996 — «Белоснежка и семь гномов» братья Гримм (реж. Марис Користинс, Валдис Павловскис);
- 1998 — «Как львёнок друга нашёл» Владимир Лившиц, Ирина Кичанова (реж. Тина Херцберга) — Кролик Константин, павлин Павел
- 2004 — «Снежная королева» Х. К. Андерсен (реж. Марис Користинс);
- 2005 — «Снегуркина школа» Георгий Ландау (реж. Валдис Павловскис).

## Фильмография
1. 1957 — Балтийская слава — моряк
2. 1992 — Дуплет (Латвия) — аукционист
3. 2008 — Единственная фотография (Vienīgā fotogrāfija; Латвия) — эпизод
4. 2014 — Джимлай Руди Ралала (Džimlai Rūdi Rallallā; Латвия)